# Manoir de Guernac'hanay
Le manoir de Guernac'hanay ou manoir de Guernanchanay est une demeure qui se dresse sur la commune française de Plouaret dans le département des Côtes-d'Armor, en région Bretagne.

## Historique
Construit par la famille de Guernac'hanay, il passe ensuite successivement aux Coëtmohan, Keranrais, Le Goalès (Le Gualès), La Lande, Coskaër, La Vigne, avant de passer au président de Robien.
Il était loué par les différentes familles propriétaires à des familles de laboureurs et d'agriculteurs, les derniers occupants étant les familles Le Sec'h puis Jorand, cette dernière quitte le manoir en 1976, il est inoccupé depuis cette date.
Le monument fait l’objet d’une inscription au titre des monuments historiques depuis le 18 mars 1991.

## Description

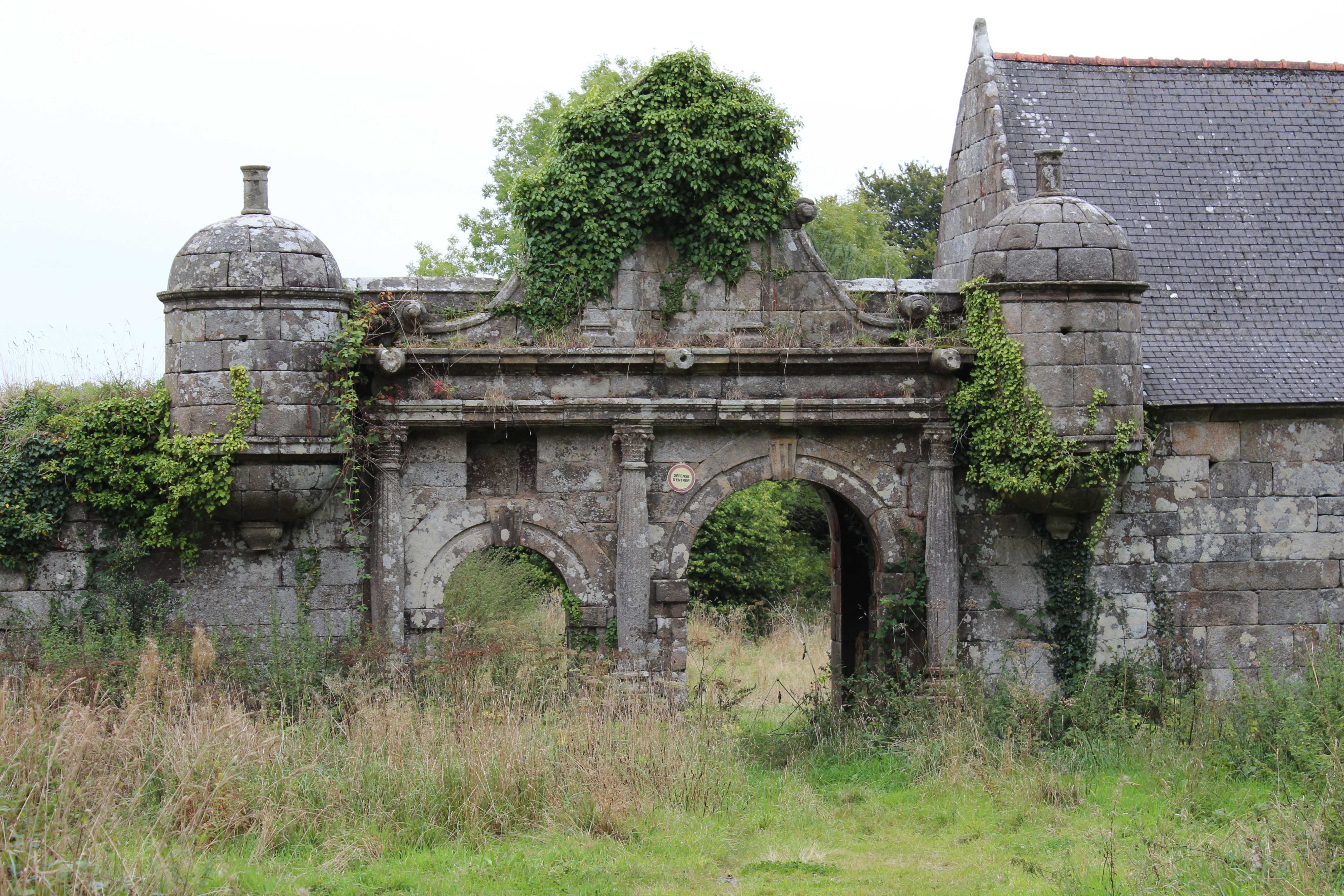
Le portail.

Le portail d'accès au manoir, en grand appareil de granite, est flanquée de deux échauguettes. Les portes charretières et piétonnes sont surmontées d'un fronton à niche. Le portail est bâti vers 1570 probablement par l'architecte Jean Le Taillanter,.